# 斯塔林方程
斯塔林方程（英語：Starling equation），是表示流体經由毛細管膜運動所產生的靜水壓力及滲透壓力（即所謂的斯塔林力）之流體運作方程式。发现者是英國生理學家恩斯特·斯他林（Ernest Henry Starling）。
毛細管流體運動可能會出現三個過程的作為結果：
- 扩散作用
- 过滤
- 胞饮作用

斯塔林方程僅僅是指經由毛細管膜的流體運動所產生濾過的結果。

## 參閱
- 腎功能
- 血管阻力(Vascular resistance)

## 外部連結
- Derangedphysiology.com: Starling's Principle of Transvascular Fluid Dynamics  （页面存档备份，存于）
- Overview at physioweb.med.uvm.edu （页面存档备份，存于）
- Overview at cvphysiology.com （页面存档备份，存于）